# Simple Machines Forum
Simple Machines Forum (w skrócie oznaczany jako SMF) to skrypt forum internetowego. Skrypt jest napisany w języku PHP i wykorzystuje bazę danych MySQL, SQLite lub PostgreSQL (do wyboru podczas instalacji), a jego możliwości można rozbudowywać za pomocą mechanizmu wtyczek. Najnowsza wersja została wydana jako wolne oprogramowanie na licencji BSD.
Obecnie SMF jest dostępne w 48 wersjach językowych, w tym również w wersji polskiej.

## Możliwości skryptu
- Automatyczna instalacja modyfikacji poprzez panel administratora
- Raportowanie wiadomości
- Możliwość wprowadzenia szybkiej odpowiedzi
- Umieszczanie avatarów w swoim profilu
- Dodawanie podpisów do własnych wiadomości
- Możliwość dodawania ogłoszeń
- Rangi użytkowników
- Zmiana języka forum
- Cenzura i zatwierdzanie wiadomości
- Statystyki użytkowników (wiadomości, czas spędzony online)
- Kalendarz
- Wyświetlanie urodzin użytkowników
- CAPTCHA